# Gouden grondspecht

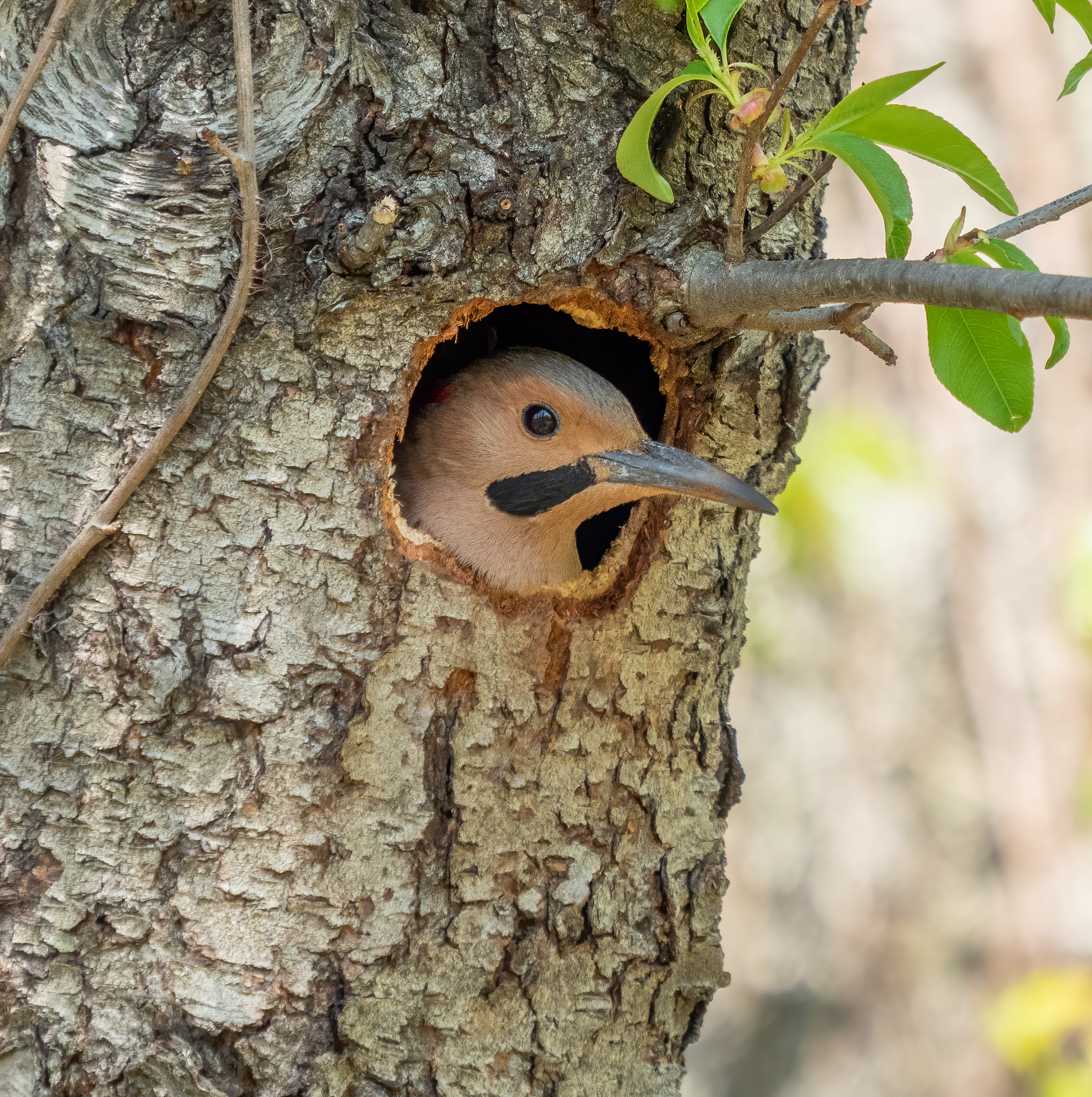
mannelijke grondspecht in zijn nest

De gouden grondspecht (Colaptes auratus) is een vogel uit de familie van de spechten (Picidae). De wetenschappelijke naam van de soort werd in 1758 als Cuculus auratus gepubliceerd door Carl Linnaeus.

## Kenmerken
Tijdens de vlucht is de heldere kleur van de onderzijde van de vleugels zichtbaar, die geel is bij de oostelijke soort en rood bij de westelijke. De onderdelen zijn wit met zwarte vlekjes. Ook de lichte stuit valt op. De vleugels en de kop zijn zandkleurig. Mannetjes hebben een zwarte snorstreep, in tegenstelling tot de vrouwtjes. De vogel heeft een lange, spitse, iets gebogen snavel. Zijn roep bestaat uit luide ‘wik-of ‘wik-ker’-kreten. De lichaamslengte bedraagt 30 tot 35 cm en het gewicht 90 tot 190 gram.

## Leefwijze
Zijn voedsel bestaat hoofdzakelijk uit mieren, die hij met zijn lange tong naar binnen werkt.

## Verspreiding
Deze soort komt voor in Noord- en Midden-Amerika. Noordelijke populaties overwinteren in het zuiden van dit gebied.
Er worden negen ondersoorten onderscheiden:
- C. a. cafer: van zuidelijk Alaska tot noordelijk Californië.
- C. a. collaris: de zuidwestelijke Verenigde Staten en noordwestelijk Mexico.
- † C. a. rufipileus: Isla Guadalupe.  Uitgestorven.
- C. a. nanus: van westelijk Texas tot noordoostelijk Mexico.
- C. a. mexicanus: centraal Mexico.
- C. a. luteus: van centraal Alaska tot oostelijk Canada, de noordoostelijke Verenigde Staten en Montana.
- C. a. auratus: de zuidoostelijke Verenigde Staten.
- C. a. chrysocaulosus: Cuba.
- C. a. gundlachi: Grand Cayman.

## Status
De gouden grondspecht heeft een groot verspreidingsgebied en daardoor is de kans op de status kwetsbaar voor uitsterven gering. De grootte van de populatie is niet gekwantificeerd, maar de vogel gaat wel in aantal achteruit. Het tempo ligt echter onder de 30% in tien jaar (minder dan 3,5% per jaar). Om deze redenen staat deze grondspecht als niet bedreigd op de Rode Lijst van de IUCN.